# Machaerium obovatum
Machaerium obovatum är en ärtväxtart som beskrevs av João Geraldo Kuhlmann och Frederico Carlos Hoehne. Machaerium obovatum ingår i släktet Machaerium och familjen ärtväxter. Inga underarter finns listade i Catalogue of Life.